# Леонора Керрінгтон

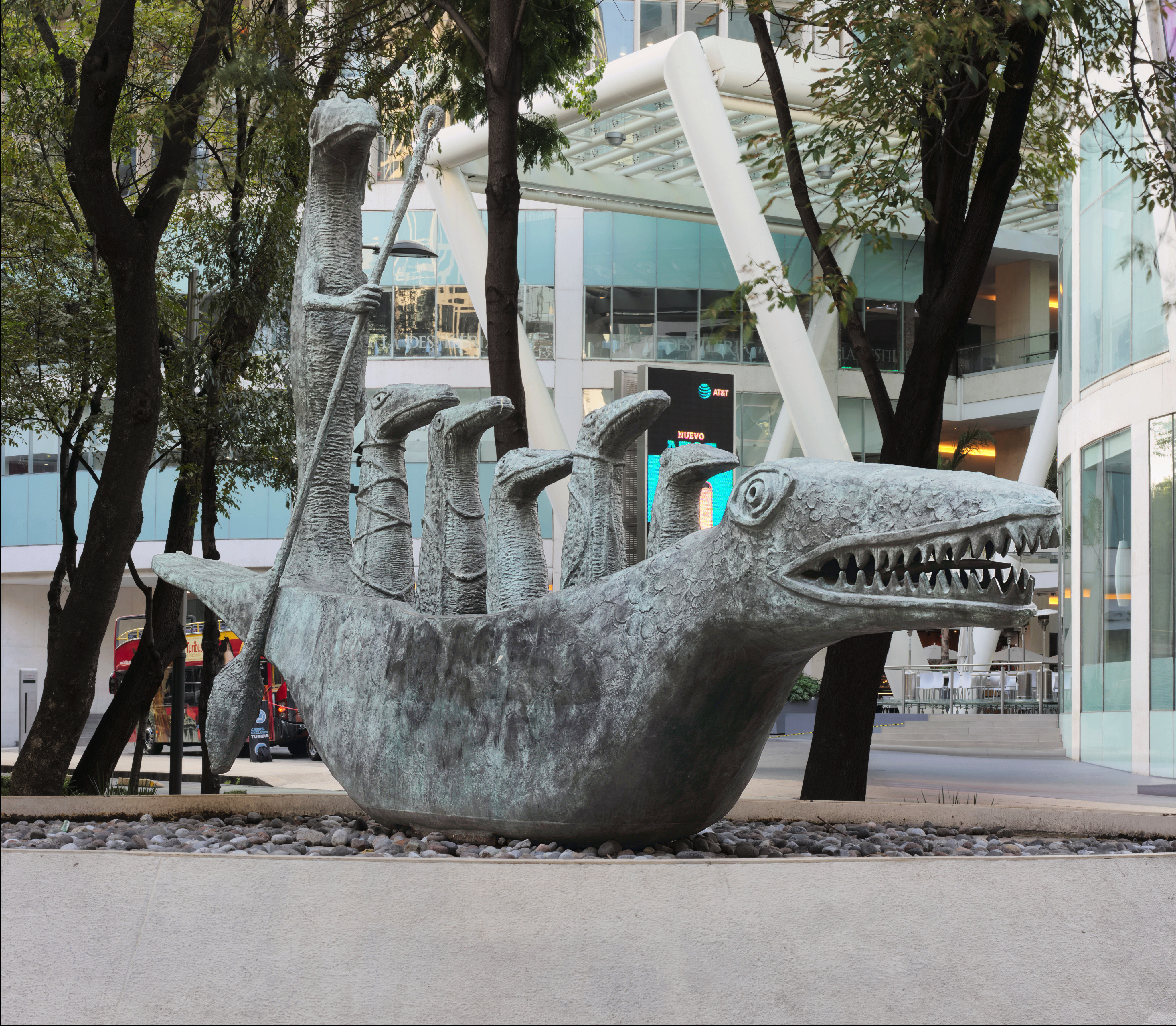
Робота Керрінгтон "Крокодил"

Леоно́ра Ке́ррінґтон (англ. Leonora Carrington; *6 квітня 1917, Clayton-le-Woods, Ланкашир, Велика Британія — 25 травня 2011, Мехіко, Мексика) — англійська і мексиканська художниця, письменниця, скульпторка, сценографка, феміністка. У 1930-х жила в Парижі, належала до сюрреалістських кіл, з 1942 року проживала в Мексиці.
Її живопис, проза (книга оповідань «Дебютантка», 1975; роман «Там, внизу», 1979) і драматургія (збірка «Фланелева нічна сорочка», 1978) насичені фантастикою, сюрреалістичними елементами та увагою до «чудового в повсякденності».
У 1970-х роках Леонора Керрінґтон була членкинею-засновницею Визвольного руху жінок у Мексиці.

## Життєпис
Народилася в заможній сім'ї виробника тканин, по материнській лінії походила від ірландців. Мала трьох братів: Патрика, Джеральда та Артура. Виховувалася ірландською нянькою, часто їздила в Ірландію до бабусі, її навчали гувернантки, виховательки та черниці. За бунтарську поведінку Леонору виключили з двох шкіл, у тому числі з New Hall School у Челмсфорді (Ессекс), поки сім'я не послала її до Флоренції, де вона вивчала живопис.
У 1927 році, у віці 10 років, Леонора вперше побачила сюрреалістичну картину у галереї Rive Gauche, потім запізнала багато сюрреалістів, у тому числі Поля Елюара. Батько Леонори був проти кар'єри художниці, а мати заохочувала її. У 1935 році Леонора  навчалася в художній школі в Челсі, а в 1936 вступила до Лондонської академії живопису.
У 1937 році Керрінгтон познайомилася з Максом Ернстом і переїхала з ним до Парижа, де увійшла до сюрреалістського кола, брала участь в групових виставках 1938 року в Парижі та Амстердамі.
Після арешту в 1939 році Ернста французькою владою як підданого країни-супротивниці Керрінгтон пережила нервовий зрив. Рятуючись від нацистської окупації, вона переїхала до Іспанії, де зрив повторився, була за наполяганням батька поміщена в психіатричну клініку м. Сантандер (пізніше описала її в повістях «Там, внизу» і «Кам'яні двері»). У 1941 році Керрінгтон втекла з клініки, перебралася до Португалії, звідти — в США, а потім до Мексики, де жила з 1942 року.
Елеонора Керрінгтон померла 25 травня 2011 року від респіраторного захворювання.

## Творчість
Живопис, проза і драматургія Керрінґтон сповнені мотивів кельтської і центрально-американської міфології, фантастикою сновидінь і гротесковим гумором, інтересом до «дивовижного в буденному», програмним для сюрреалізму.
Керрінгтон товаришувала з художницями Ремедіос Варо і Фрідою Кало, письменниками Октавіо Пасом, Карлосом Фуентесом, Алехандро Ходоровським (поставив п'єсу Керрінґтон «Пенелопа»).
Працювала над фрескою «Магічний світ майя» для Національного музею антропології.
У 1960-х кілька разів знялася в кіно, виступала художницею з костюмів у фільмі мексиканського кінорежисера Хуана Лопеса Моктесуми «Будинок божевільних» (1973). На основі п'єси Керрінґтон «День агнця» (1940) написана опера австрійської композиторки Ольги Нойвірт «Bählamms Fest» (лібретто австрійської письменниці Ельфріде Єлінек, пост. 1999).